# Mattabesic

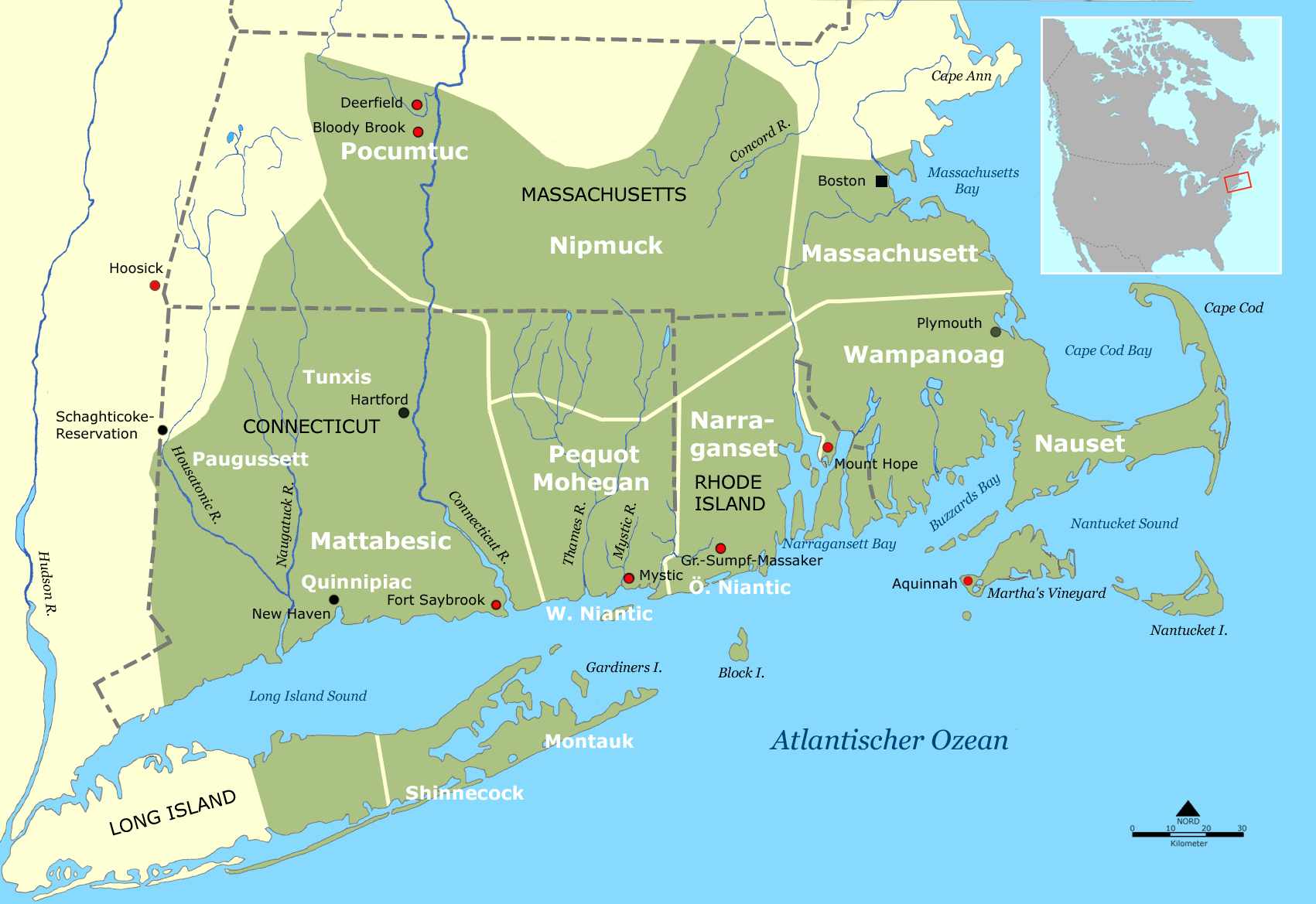
Wohngebiet der Mattabesic und benachbarter Stämme um 1600

Die Mattabesic waren Algonkin sprechende Indianer, die im heutigen westlichen Connecticut zwischen dem Housatonic und Connecticut River lebten und eine Konföderation aus mehreren kleinen Stämmen bildeten. Man schätzt ihre Zahl um 1600 auf mehr als 10.000 Personen. Wie andere Neuengland-Stämme waren sie halbsesshaft und wanderten saisonal zwischen relativ gleichbleibenden Orten. Ihre Hauptnahrung war von Frauen angebauter Mais sowie Fisch und Wild. Viele der Stämme gelten heute als ausgestorben.

## Name
Es gibt keinen Sammelbegriff für die Algonkinstämme im westlichen Connecticut. Die Bezeichnung Mattabesic ist der Name eines Dorfes der Ureinwohner in dieser Region und wurde willkürlich für die Zusammenfassung dieser Stammesgruppe gewählt, die man auch Paugusset, Quiripi (nach ihrer Sprache), Wampano oder Potatuck nennen könnte.

## Sprache
Die Sprache der Mattabesic-Stämme war Quiripi oder Wampano, ein Algonkin-Dialekt, der auch von den Westlichen Metoac-Stämmen im zentralen Long Island und den Wappingern auf der Ostseite des unteren Hudson Rivers gesprochen wurde. Die Indianer im südlichen Neuengland waren zu Beginn des 17. Jahrhunderts mit dem Wortschatz und der Aussprache ihrer direkten Nachbarn vertraut, doch nahm die Qualität der Verständigung ab, je weiter sie sich durch Handel, Jagd oder Krieg aus ihrer unmittelbaren Umgebung entfernten.

## Gruppen der Mattabesic
| Gruppe                        | Wohngebiet                                                                |
| ----------------------------- | ------------------------------------------------------------------------- |
| Hammonasset                   | an der Mündung des Hammonasset Rivers                                     |
| Massaco                       | bei Simsbury und Canton                                                   |
| Menunkatuc (auch Menunkatuck) | an der Küste bei Guilford                                                 |
| Paugussett                    | an der Ostseite des Housatonic Rivers nordwärts bis etwa Waterbury        |
| Peaquanock                    | westlich des Housatonic Rivers nordwärts bis Danbury                      |
| Podunk                        | an der Ostseite des Connecticut Rivers bei East Windsor und East Hartford |
| Poquonock                     | an der Westseite des Connecticut Rivers bei Windsor Locks                 |
| Pequannock                    | westlich des Housatonic Rivers                                            |
| Potatuck                      | im Tal des Housatonic Rivers zwischen Newtown und Woodbury                |
| Quinnipiac (auch Quiripi)     | an der New Haven Bay und den dort mündenden Flüssen                       |
| Sicaog                        | heutige Stadtmitte von Hartford                                           |
| Tunxis                        | am Farmington River westlich von Hartford                                 |
| Wangunk                       | an beiden Seiten des Connecticut Rivers zwischen Hartford und Haddam      |
| Weantinock                    | im Tal des Housatonic Rivers oberhalb von Danbury                         |

Jedoch muss hierbei beachtet werden, dass die Stämme der Lenni Lenape (Delaware), Wappinger, Mahican, Mattabesic sowie der Westlichen Metoac wie bereits erwähnt alle den Östlichen Algonkin angehörten und somit kulturell als auch sprachlich sich von Außenstehenden kaum zu unterscheiden ließen.
Manche Historiker zählen daher die Hammonasset, Massaco, Menunkatuck, Paugussett, Podunk, Poquonock, Quinnipiac (auch Quiripi), Sicaog und Tunxis zu den Wappinger, zugleich werden die Wappinger-Gruppen der Manhattan, Nochpeem, Kichtawank, Rechgawawanc, Sintsink, Wechquaesgeek und Wappinger oft zu den Munsee (den sog. Nördlichen Delaware, einer Dialektgruppe der Lenni Lenape) gezählt.
Die Manhattan werden auch manchmal zu den Wappingern gezählt, während die Paugussett und Mattabesic oft als eigenständige Stämme oder Stammesgruppen angesehen werden.
Die Canarsee, Massapequa, Matinecock und Rockaway wiederum werden manchmal zu den Munsee oder Westlichen Metoac gezählt.

## Kultur und Lebensweise

### Lebensunterhalt
Zu Beginn des 17. Jahrhunderts gab es bei den Mattabesic Techniken für Anbau und Lagerung von Nahrungsmitteln, die seit mehreren Jahrhunderten stetig weiterentwickelt worden waren. Die Männer rodeten die Eichen-, Ulmen-, Eschen- und Kastanienwälder, um Platz für den Anbau von Mais zu schaffen. Die kleineren Bäume wurden gefällt, die größeren aber brannte man von unten her ab, so dass die Asche den Boden anreichern konnte.
Das Aufbrechen des Bodens mit Hacken aus den Schulterblättern von Hirschen war Frauenarbeit, einzige Ausnahme war der Tabak, der vorwiegend von Männern angebaut wurde. Im April begannen die Frauen mit dem Anpflanzen von Mais in kleinen Hügeln, indem sie je 4 Körner in jeden Hügel legten und Fischköpfe als Dünger hinzugaben. Mitte des Sommers konnte man Squash, Bohnen und den ersten grünen Mais ernten, die Haupternte fand allerdings nicht vor September statt. Offensichtlich bildeten diese verschiedenen Pflanzen eine ideale Symbiose: Die Bohnen zwischen dem Mais reicherten den Boden mit Stickstoff an, den der Mais benötigte, während die kräftigen Maisstängel den kletternden Bohnenranken den notwendigen Halt boten. Der am Boden wachsende Squash bekam vom Mais den notwendigen Schatten, um zu reifen.
Bohnen, Mais und Squash wurden häufig zusammen verzehrt und erhöhten damit die Proteinaufnahme. Die Indianer erfanden das noch heute unter dem Algonkin-Namen Succotash bekannte Gemüsegericht.
Während einige Wächter zurückblieben, um Unkraut zu jäten und die jungen Pflanzen vor Vögeln und Wildtieren zu schützen, zog die Mehrheit der Dorfbewohner an die Küste, um Muscheln und Austern zu sammeln und Fische zu fangen. Wilde essbare Pflanzen, Nüsse und Früchte ergänzten die Ernährung und wechselten je nach Ort und Jahreszeit, so zum Beispiel Brombeeren, Blaubeeren, Himbeeren, Erdbeeren, wilde Weintrauben, Walnüsse, Esskastanien und Eicheln. Einiges davon ließ sich auch für schlechte Zeiten trocknen und lagern.
Im Herbst lagerte man die Ernte-Überschüsse für den Winter ein. Der getrocknete Mais wurde in gewebte Säcke oder Körbe gefüllt und in großen Löchern oder Gräben vergraben, um während des Herbstes und im Winter verzehrt zu werden. Diese tiefen, mit Matten bedeckten, Löcher im Boden waren den englischen Siedlern verhasst. Sie nannten diese Einrichtung Indianer-Scheunen und mochten sie nicht, weil ihr weidendes Vieh oft durch die Matten in die Tiefe stürzte.
Vor dem Wintereinbruch ging man in kleinen Gruppen auf die Jagd. Hirsche waren das wichtigste Wild und wurden entweder von einzelnen Jägern erlegt, oder aber in gemeinschaftlichen Aktionen in speziell für diese Zwecke gebaute Pferche getrieben. Elch, Bär, Luchs und Puma wurden sowohl wegen ihrer Felle als auch ihres Fleisches wegen gejagt. Außerdem angelten die Mattabesic im Winter an Eislöchern in zugefrorenen Teichen, in der wärmeren Jahreszeit fing man Fische jedoch mit Netzen oder Reusen.
In der Nähe feindlicher Nachbarn waren die Dörfer von schützenden Palisaden umgeben, die aus im Feuer gehärteten angespitzten Pfählen bestanden. Zu einer typischen Siedlung gehörten lange, mattengedeckte Mehrfamilienhäuser, Vorratsgruben, Menstruationshütten und spezielle religiöse Gebäude. Im Sommer kamen Leben und Geselligkeit in die Dörfer und auf den öffentlichen Plätzen gab es Feiern, bei denen unter Begleitung von Trommeln und Rasseln gesungen und getanzt wurde.

### Religion
Die oberste religiöse Autorität bei den Mattabesic hatte der Powwow oder Schamane, ausnahmslos ein Mann, dessen Berufung durch einen Traum oder eine Vision erfolgte. Er überwachte die öffentlichen, regelmäßig zur Erntezeit und in der Mitte des Winters durchgeführten Rituale. Außerdem gab es Rituale bei kritischen Situationen, wie Dürre, Hungersnot, Krankheit und Krieg. In einem besonderen Langhaus beim Wohnsitz des Sachems fand das Ernte-Ritual statt. Es zog viele Teilnehmer an und dauerte mehrere Tage, in denen gefeiert, getanzt und Geschenke verteilt wurden, die von wohlhabenden Stammesmitgliedern zu diesem Zweck vorher gesammelt worden waren.
Die Schamanen wurden wegen ihrer Beziehungen zu den mächtigen Geistern sowohl bewundert als auch gefürchtet,
denn sie demonstrierten ihre Macht bei speziellen Ereignissen, zum Beispiel um den Jägern zum Erfolg zu verhelfen, das Wetter zu beeinflussen, die Zukunft vorherzusagen, Kranke zu heilen und im Krieg Feinde zu besiegen.

### Handel
Zwischen den verschiedenen Stämmen fand ein reger Austausch an Waren statt, der sie sowohl auf Gruppenebene als auch persönlich miteinander verband. Das Handelsnetz verband verschiedene Dörfer innerhalb der Region miteinander, aber auch Dörfer anderer Stämme in angrenzenden Gebieten. Dieses Handelsnetz bestand schon lange vor dem Kontakt mit den Europäern, dennoch wurde es zweifellos durch die Einführung europäischer Handelsgüter schnell und wesentlich beeinflusst. Die Wälder und Flussufer wurden von zahlreichen, viel benutzten Pfaden durchzogen, auf denen Waren transportiert und Nachrichten übermittelt wurden. Menschen, die das Glück hatten, mit dem lokalen Sachem verwandt zu sein oder auch die Schamanen waren in erster Linie Nutznießer dieses regen Austauschs von Waren. Ein bevorzugtes Handelsgut der Mattabesic war Wampum, bestehend aus zylindrischen Perlen, die man aus der Wirbelsäule der Schnecken-Muschel (Venus Buccinum) für die weiße Variante herstellte, während aus der violetten Partie der Quahog-Muschel (Venus Mercenaria) die Perlen für die dunklere Variante gefertigt wurden. Wampum wurde ein echter Tauschartikel und war wahrscheinlich ein wichtiges Mittel, um die Indianer Süd-Neuenglands in die europäische Geldwirtschaft einzubinden.

### Politische Organisation
Die einzelnen Gruppen der Mattabesic hatten keine einheitliche politische Struktur. Ihre Dörfer waren teilweise sehr klein und viele der Gruppen hatten weniger als 500 Angehörige. Die Autorität des Sachems war erblich und gewöhnlich nur auf ein oder wenige Dörfer begrenzt. Die politische Organisation der Mattabesic war typisch für die meisten Algonkinstämme von den kanadischen Provinzen bis zu den Algonkin in North Carolina. Straff organisierte Konföderationen wie die Narraganset, Pequot, Mahican und Powhatan waren eher die Ausnahme als die Regel. Der Mangel an Führungsstruktur scheint darauf hinzuweisen, dass die Mattabesic nicht den Entwicklungsstand ihrer Nachbarn hatten, doch das ist ein Irrtum. Nur wenige Dörfer waren befestigt, was auf wenig kriegerische Aktivitäten schließen lässt. Offensichtlich lebten die Mattabesic in Frieden untereinander und mit ihren Nachbarn, so dass sie wenig Grund für ein aufwändiges Führungssystem hatten. Diese Tatsache war für die Europäer schwer zu verstehen. Ihre eigene Gesellschaft hatte Jahrhunderte voller Kriege und Auseinandersetzungen hinter sich und konnten den Sinn dieses Systems nicht begreifen, das keine erkennbare hierarchische Struktur und keinen absoluten Herrscher kannte. Das führte dazu, dass Holländer und Engländer verzweifelt jemanden suchten, der die Autorität hatte, Verträge zu unterzeichnen.

## Geschichte

### Holländer und Engländer

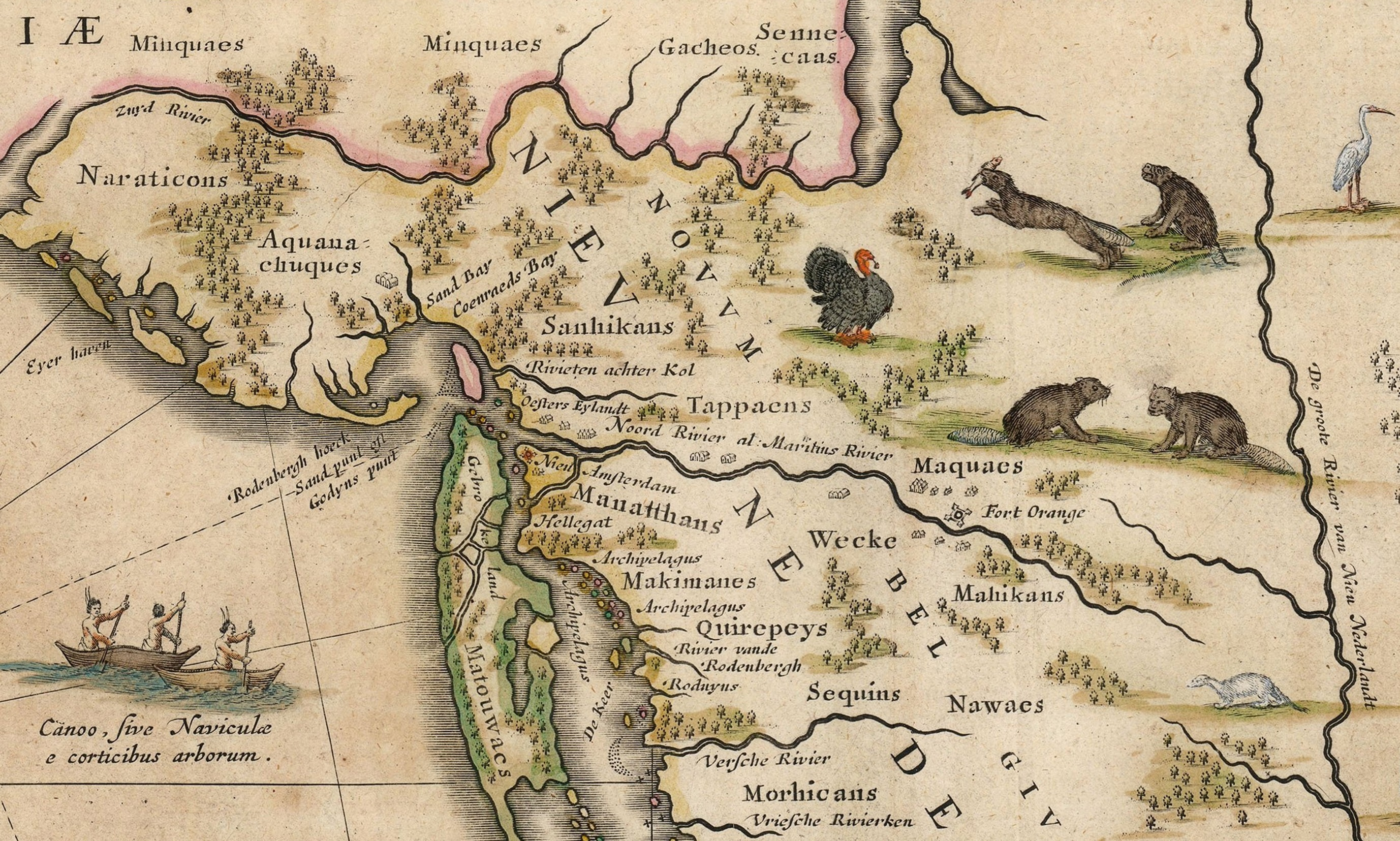
Der Ausschnitt aus der um 1634 entstandenen Karte Nova Belgica et Anglia Nova des Niederländers Joan Blaeu zeigt die Region um den Hudson River. Übergroße Abbildungen von Ottern und Bibern sollen den Pelzreichtum des Landes betonen.

Die Paugusset und Peaquanock an der Mündung des Housatonic Rivers hatten um 1610 den ersten Kontakt zu holländischen Händlern. Im Jahr 1622 errichteten sie einen ständigen Handelsposten in der Nähe des heutigen Hartford, von dem aus schwunghaften Handel mit allen Stämmen in Connecticut betrieben wurde. Die Pequot am Thames River im östlichen Connecticut waren in dieser Zeit der mächtigste Stamm in der Region und deshalb entschlossen, den Handel mit den Holländern zu dominieren. Nachdem sie einige Mattebesic nahe der Handelsstation überfallen hatten, nahmen die Holländer einen Pequot-Sachem als Geisel, verlangten Lösegeld und die Zusage für die Freilassung, den Handel zukünftig nicht mehr zu stören. Schließlich siegte die Vernunft, beide Seiten erkannten die Vorteile des friedlichen Handels und legten den Streit bei. Die Holländer unternahmen danach keine Versuche mehr, den Pequot die Herrschaft über die anderen Stämme in der Region streitig zu machen.
Noch in demselben Jahr begannen die Pequot einen Krieg mit den mächtigen Narraganset, besetzten deren Wohngebiet im westlichen Rhode Island und ihren Handel mit den Holländern zu kontrollieren. Nach dem erfolgreichen Abschluss dieser Aktion wandten sie sich nach Süden, fuhren über den Long-Island-Sund und unterwarfen die Metoac auf Long Island, die führend in der Herstellung und im Handel mit Wampum waren. Auch mehrere kleine Stämme der Nipmuck im Norden sowie der Mattabesic im Westen wurden in dieser Zeit von den Pequot überfallen und unter ihre Herrschaft gebracht.

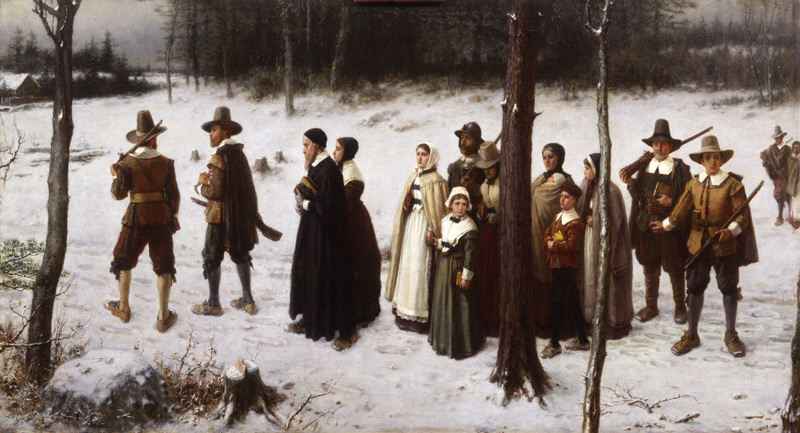
Pilger auf dem Weg zur Kirche von George Henry Boughton (1867)

Die Engländer meldeten 1622 englische Ansprüche auf das Gebiet am Hudson und Connecticut River an. Damit mussten die Holländer reagieren, um ihrerseits eigene Interessen zu untermauern. Neu angekommene holländische Kolonisten wurden auf mehrere Punkte am Connecticut River, am Delaware River, an der Mündung des Hudson und weiter stromaufwärts verteilt. An der Stelle, an der die heutige Stadt Albany liegt, wurde 1624 Fort Oranje gegründet. 1627 schickten die Holländer eine Delegation zu den Engländern nach Plymouth, um das lukrative Pelzhandelsmonopol unter sich aufzuteilen. Beide Parteien schlossen einen Vertrag, in dem den Holländern das Handelsmonopol an der Südküste Neuenglands und im Tal des Connecticut Rivers zugesichert wurde. Diese Vereinbarung hatte aber nur drei Jahre Bestand, bis sich zunehmend militante Puritaner in Massachusetts ansiedelten. Diese ignorierten einfach das frühere Abkommen und binnen weniger Jahre wurde Engländer und Holländer erbitterte Konkurrenten beim Pelzhandel am Connecticut River. 1633 errichteten Bostoner Händler einen Handelsposten beim heutigen Windsor, der nördlich des holländischen Postens bei Hartford lag, und somit die indianischen Handelspartner aus dem Norden abfing.
Die Holländer bauten am Connecticut River einen befestigten Handelsposten, den sie House of Good Hope (dt.: Haus der guten Hoffnung) nannten. Als Antwort hierauf errichteten die Engländer ihrerseits 1635 das Fort Saybrook an der Mündung des Connecticut Rivers, das die Holländer vom Seeweg abschnitt.
Im Jahr 1636 begann die englische Besiedlung des Connecticut-Tales. Viele der Mattabesic-Gruppen am Fluss begrüßten die Ankunft der Engländer als Gelegenheit, sich vom Joch der Pequot-Vorherrschaft zu befreien. Schon 1633 suchte eine erneute Epidemie die Stämme im östlichen Massachusetts heim und erreichte Connecticut 1634. Ungeachtet ihrer Verluste durch die Krankheit bedrohten die Pequot die englischen Kolonisten am Connecticut River und überfielen einzelne Siedlungen. Im Sommer 1636 starten die Engländer eine Vergeltungsaktion und 1637 kam es zum Ausbruch des Pequot-Kriegs.

### Der Pequot-Krieg

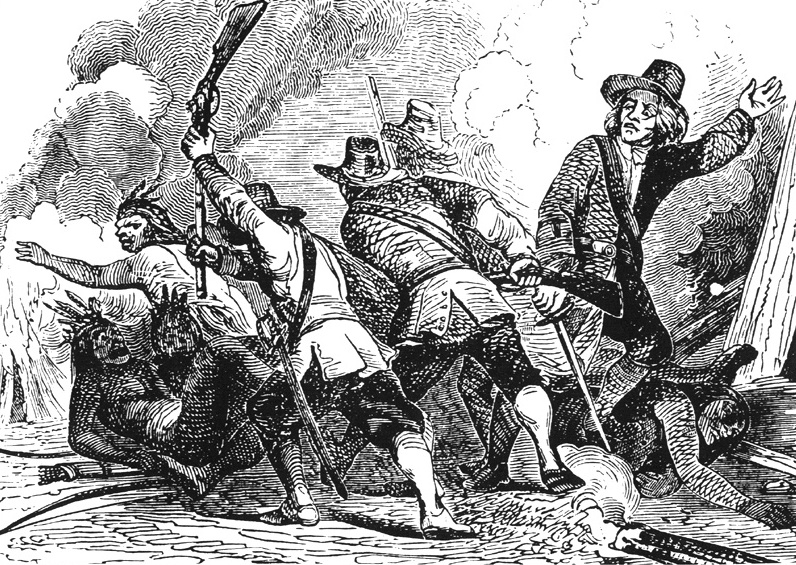
Angriff der Kolonisten auf das Pequot-Fort am Mystic River

Am 1. Mai 1637 erklärte die Führung der Kolonie von Connecticut den Offensiv-Krieg gegen die Pequot. Sowohl Connecticut als auch Massachusetts unternahmen getrennte Feldzüge gegen die Pequot, wobei jede Kolonie hoffte, diesen Stamm vor den anderen zu vernichten. Captain John Mason aus Connecticut marschierte mit 90 Engländern und Hunderten von indianischen Verbündeten zu einem befestigten Pequot-Dorf am Mystic River. Trotz der kürzlichen Abspaltung der Mohegan und der Verluste durch die Pocken-Epidemie verfügten die Pequot aktuell über eine Allianz aus 26 Stämmen und besaßen eine beachtliche Kampfkraft. Das Hauptdorf der Pequot am Mystic River wurde von Masons Truppe vernichtet und mindestens 500 Einwohner fanden am 26. Mai 1637 beim Mystic-Massaker den Tod.
Nach Bekanntwerden dieser Niederlage wechselten viele der Pequot-Alliierten, kleinere Mattabesic-, Nipmuck- und Metoac-Stämme, eiligst die Seiten, während die übrigen Pequot ihre Dörfer verließen und nach Westen zu den Holländern am Hudson River zu fliehen versuchten. Aber nur wenige schafften es. Am 13. Juli 1637 umstellte Captain Mason mit seinem Kommando und den verbündeten Mohegan das befestigte, in einem Sumpf gelegene, Pequannock-Dorf Sasqua beim heutigen Fairfield, in dem eine große Gruppe Pequot mit ihrem Sachem Sassacus Zuflucht gefunden hatte. Nach Verhandlungen durften 200 Pequannock, zumeist Frauen und Kinder, das Dorf verlassen. Im anschließenden Gefecht verloren 20 Pequot-Krieger ihr Leben, weiteren 60 jedoch einschließlich ihres Sachems Sassacus gelang die Flucht und sie erreichten die Mohawk im heutigen Bundesstaat New York. Diese hatten die Kampfkraft der Engländer erlebt, töteten Sassacus und schickten seinen Kopf als Freundschaftsbeweis nach Hartford, der Hauptstadt der jungen Kolonie Connecticut. Der Pequotkrieg endete mit der völligen Vernichtung der Pequot als Stamm, als britische Soldaten und ihre indianischen Verbündeten die letzten Überlebenden des Stammes jagten, töteten oder gefangen nahmen.
Von den etwa 3.000 Pequot zu Beginn des Krieges überlebten weniger als die Hälfte. Am 21. September 1638 unterzeichneten die siegreichen indianischen Verbündeten einen Vertrag mit den Kolonisten, der als der Erste Vertrag von Hartford bekannt wurde. Die meisten der etwa 1.500 überlebenden Pequot wurden entweder in die Sklaverei nach Westindien verkauft oder unter den Mohegan, Narragansett und Metoac verteilt. Sie wurden in kleine Gruppen aufgeteilt und man untersagte ihnen, sich jemals wieder Pequot zu nennen. Jeder Stamm, einschließlich der Mohegan, der den Pequot Zuflucht gewährt hatte, musste eine hohe Geldstrafe in Form von Wampum an die Engländer zahlen oder entsprechend viel Land an die Kolonisten abgeben. Andererseits versorgten die Pequot die Mohegan mit einer größeren Anzahl zusätzlicher Krieger und mit einer Bevölkerungszahl von nahezu 3.000 Stammesangehörigen und einer formalen Allianz mit den Kolonien Massachusetts und Connecticut gingen sie als einer der mächtigsten Stämme im südlichen Neuengland aus dem Pequotkrieg hervor.

### Indianische Machtkämpfe
Die Mattabesic realisierten zunächst nicht, dass sie die Vorherrschaft der Pequot gegen ein weit größeres Übel eingetauscht hatten: Die puritanischen Kolonisten. Nach dem Pequot-Krieg erkannten die meisten Indianer, dass diese gottesfürchtigen Puritaner nichts anderes waren als habgierige, gewalttätige Landräuber. Sie eigneten sich sowohl das Land als auch den lukrativen Wampumhandel der Pequot an. Für die Mattabesic, Paugussett und andere Stämme der Region erwiesen sich auch die indianischen Verbündeten der Engländer, die Mohegan, als weitaus aggressiver und dominierender als die Pequot. Die Mohegan begannen damit, kleinere benachbarte Stämme zu unterwerfen und Tribut von ihnen zu fordern, wie auch von verschiedenen Mattabesic- und Nipmuck-Gruppen. Die Narraganset in Rhode Island beobachteten diese Aktivitäten mit zunehmendem Misstrauen.
Unterdessen gab es bei den Kolonisten Streit zwischen den Puritanern und den Anhängern des Dissidenten Roger Williams in Rhode Island. Die englischen Kolonien in Connecticut und Massachusetts vereinigten sich 1643 zur New England Confederation, schlossen aber Rhode Island aus, so dass Roger Williams und seine Anhänger isoliert waren. Trotz aller Bemühungen ihres Sachems Miontonimo um neue Verbündete waren die Narraganset nahezu auf sich allein gestellt und beschlossen, mit den Mohegan allein fertigzuwerden, wurden aber im entscheidenden Gefecht bei Shetucket geschlagen. Danach waren die Mohegan der absolut dominierende Stamm im gesamten südlichen Neuengland und sorgten dafür, dass sich die englischen Siedler westlich des Connecticut Rivers ohne Gegenwehr der Mattabesic ausbreiten konnten.

### Der Wappinger-Krieg
Obwohl heute nur wenig darüber bekannt ist, war der Wappinger-Krieg (1643–1645) einer der blutigsten und grausamsten Ausrottungskriege gegen die Indianer. Die teilweise winzigen Mattabesic-Stämme waren nicht in der Lage, sich gegen die vereinigte Kampfkraft der englischen Soldaten und Mohegan-Krieger zu behaupten. Das wurde besonders deutlich, als sich einige Mattabesic-Krieger aus dem westlichen Connecticut den Wappingern anschlossen, um gegen die Holländer im Wappinger-Krieg zu kämpfen. Obwohl die Holländer zu Beginn des Konfliktes fast besiegt waren, änderte sich die Lage sofort, als ihnen 1644 zwei Kompanien unter dem Kommando von Captain John Underhill, bestehend aus Mohegan-Scouts und Connecticut-Kolonisten, zu Hilfe eilten. Im gleichen Jahr erfolgte ein holländisch-englischer Angriff auf ein Dorf der Siwanoy bei Greenwich, bei dem fast 700 Indianer getötet wurden. Am Ende dieses Krieges 1645 hatten fast 1.600 Wappinger und indianische Alliierte ihr Leben verloren.

### Flucht und Vertreibung
Das Leben war für viele Mattabesic hoffnungslos geworden und sie fanden keinen Ausweg aus dieser misslichen Situation. Die Massaco wurden 1654 unterworfen, mussten Tribut an die Mohegan zahlen und wurden schließlich in den Stamm integriert, bevor die Mohegan das Massaco-Land an englische Siedler verkauften. Mehrere Mattabesic-Gruppen an der Grenze zu Massachusetts, die Newashe, Peskantuk, Poquonock und Sicaog, wollten diesem Schicksal entgehen und schlossen sich den Pocumtuc im westlichen Massachusetts an. Diese waren im Krieg mit den Mohawk und suchten dringend Alliierte. Als die Pocumtuc den Mohawk 1665 unterlagen und zum Rückzug vom Connecticut River gezwungen wurden, flüchteten auch viele dieser Mattabesic-Stämme gemeinsam mit ihnen zunächst nach Osten und später nach Norden, wo sie sich schließlich den Abenaki im nördlichen Neuengland anschlossen.
Die restlichen Mattabesic-Stämme im zentralen Connecticut kämpften nicht, aber auch sie wurden von den englischen Siedlern verdrängt und zogen westwärts in das Tal des Housatonic Rivers. Hier handelte es sich zumeist nicht um den Exodus ganzer Stämme, sondern die Gruppen lösten sich in einzelne Familien auf, die von den Paugussett und anderen Stämmen am Housatonic River aufgenommen wurden. Dieses Gebiet wurde wegen seiner rauen, zerklüfteten Landschaft erst im 18. Jahrhundert besiedelt. Andere Gruppen sammelten sich in gemischten indianischen Gemeinden wie Farmington und Naugatuck. Um 1658 hatten die Siedler in Fairfield und Stratford den Mattabesic so viel Land abgenommen, dass die Peaquanock eine Petition an den General Court in Hartford richteten, ihnen ein Stück Land zu bewilligen, bevor die Kolonisten ihnen alles genommen hätten. 1659 wurde für die Mattabesic das Golden-Hill-Reservat beim heutigen Bridgeport eingerichtet, das erste 80 Acres (3,238 km²) große Indianerreservat in den späteren Vereinigten Staaten.
Mit Ausnahme der Podunk nahm kein Mattabesic-Stamm am King Philip’s War (1675–1676) teil. Als Resultat dieses Konflikts verließen viele Stämme des südlichen Neuenglands ihre Heimat oder wurden vollständig ausgelöscht. Um 1680 lebten nur noch etwa 1.000 Mattabesic in Connecticut, mindestens die Hälfte davon gehörten zu Stämmen am Housatonic River, nämlich zu den Paugussett, Peaquanock, Potatuck und Weantinock. Die weißen Siedler beanspruchten immer mehr Indianerland und der General Court in Hartford richtete 1680 zwei weitere Reservate von je 100 Acres (0,405 km²) für die Paugussett ein: Turkey Hill in Derby und Coram Hill in Huntington. Zusätzlich zu den drei kleinen Mattabesic-Reservaten gab es eine Anzahl gemischter Mattabesic-Gemeinden, wie das Paugussett-Dorf bei Naugatuck und die Tunxis-Siedlung bei Farmington, die sich auf einer ständig schrumpfenden Landbasis behaupten mussten. Nur die Weantinock und Potatuck im äußersten Westen und Nordwesten Connecticuts konnten zunächst etwas Land auf ihrem ehemaligen Wohngebiet behalten. Aber auch dieser unbedeutende Landbesitz ging nach und nach in weiße Hände über.

### 18. bis 20. Jahrhundert
Im 18. Jahrhundert verloren die Mattabesic fast ihr gesamtes Land in Connecticut, in den meisten Fällen ohne ihr Wissen oder ihre Zustimmung. Bei heutiger Überprüfung auch der legalen Landübertragungen erscheinen diese vielfach äußerst fragwürdig, denn die Unterschriften der Indianer auf den Urkunden sehen undeutlich und verwischt aus, möglicherweise sind sie unter Alkoholeinfluss unterschrieben worden.
Die Pequannock und Paugusset an der Mündung des Housatonic Rivers wohnten in direkter Nachbarschaft englischer Siedlungen und wurden als erste verdrängt. Einige gingen nach Norden in die indianische Siedlung Lonetown bei Redding. Die zu den Peaquanock gehörenden Ramapo zogen in die Berge des nördlichen New Jerseys, die noch heute ihren Namen tragen. Die Paugussett waren von Anfang an mit ihrem Land in Coram Hill unzufrieden, weil es dort zu steinig und mager war, um Mais anzubauen. Deshalb verkauften sie 1714 20 Acres (80.940 m²) davon und den Rest um 1735. Im Golden-Hill-Reservat gab es besseres Land. Um 1760 lebten dort noch vier indianische Familien, die sich hartnäckig geweigert hatten, das Land zu verlassen. Von ihren ursprünglich 80 Acres (0,324 km²) waren nur noch 6 (24.282 m²) übrig. Bis auf einen halben Acre (2.024 m²) wurde auch dieses Land unter den Kolonisten verteilt, mit der Behauptung, die Golden Hill Indianer seien ohnehin bald ausgestorben!
Im Jahre 1765 bekamen die Paugussett endlich 20 (80.940 m²) von den ursprünglich 80 Acres zugewiesen: 12 Acres in Nimrod Lot und 8 Acres in Rocky Hill Lot. Das letzte Land in Naugatuck wurde 1812 und in Turkey Hill 1826 verkauft. Heute ist das Golden-Hill-Reservat exakt 0,26 Acres (1052 m²) groß.

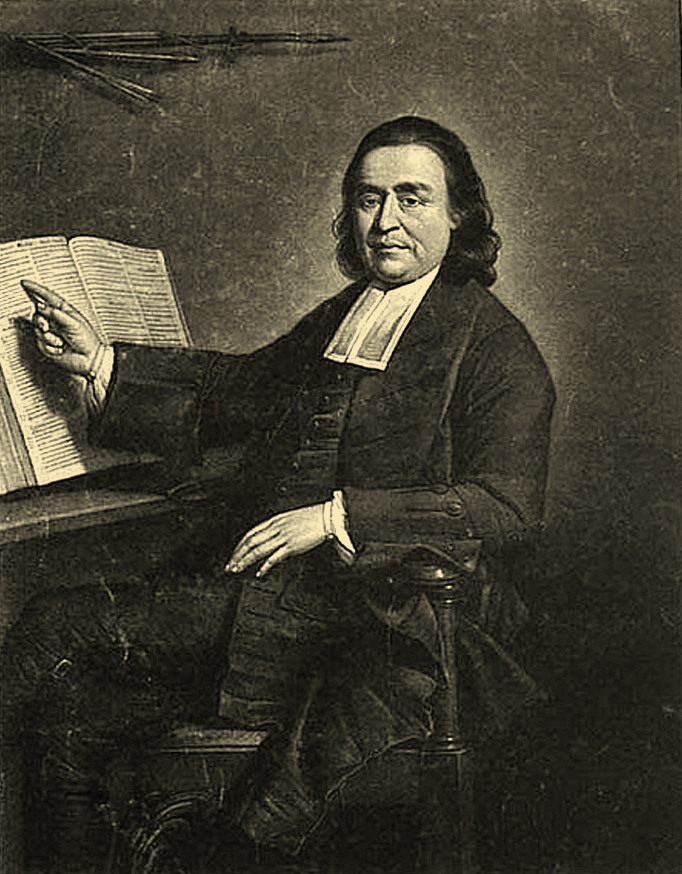
Samson Occom, Mohegan Missionar, gemalt von Mason Chamberlin (1766)

Gewöhnlich bekamen die Mattabesic kein Geld für ihr Land, sondern das Angebot, zum Christentum zu konvertieren und in christlichen Gemeinden zu leben. Schon kurz nach der ersten Besiedlung begannen die puritanischen Missionare mit ihrer Arbeit bei den Mattabesic. Mit dem Aufbau einer Gemeinde ging die Neuordnung des indianischen Lebens einher. Der früher an den Sachem zu entrichtende Tribut wurde durch den an die Gemeinde zu zahlenden Zehnten ersetzt. Die Missionare erließen Gesetze, um so unakzeptable indianische Verhaltensweisen, wie zum Beispiel Müßiggang, Unzucht, Verlassen der Gemeinde und das Tragen von langen Haaren zu bestrafen. Die Puritaner unterzogen die Indianer einer jahrelangen harten Überprüfung, bevor sie als getaufte Christen in die Kirchengemeinde aufgenommen wurden.
Die östlichen Mattabesic-Stämme, die Hammonasset, Menunkatuc, Quinnipiac, Podunk, Tunxis und Wagunk, die nicht von den Mohegan oder Pocumtuc integriert worden waren, sammelten sich bei Farmington, das um 1770 eine christliche indianische Gemeinde wurde. Später entwickelten sich die aus Angehörigen verschiedener Stämme bestehenden Brother Towns (dt.: Brüderstädte), deren Einwohner später unter dem Namen Brotherton-Indianer bekannt wurden und sich aus Mohegan, Narraganset, Niantic, Massachusett und einigen Paugusset zusammensetzten. Nach wie vor waren weder christliche noch traditionelle Indianer in Connecticut willkommen, ein Grund, warum viele von ihnen zu den christlichen Mahican-Gemeinden bei Stockbridge im westlichen Massachusetts gingen. 1788 zog der Mohegan Samson Occom gemeinsam mit 250 Brotherton-Indianern aus Connecticut und Long Island zu den Oneida im nördlichen Bundesstaat New York und folgte damit einer Einladung dieses Stammes.
Die weiter im Binnenland lebenden Weantinock und Potatuck blieben bis zum Beginn des 18. Jahrhunderts von der weißen Expansion relativ ungestört. Danach wurden sie jedoch gezwungen, fast ihr gesamtes Land entweder zu verkaufen oder abzugeben. Um 1729 hatten die Weantinock das meiste ihres ursprünglichen Landbesitzes verloren. 1731 verließ eine große Gruppe christlicher Pequannock und Paugussett das Naugatuck-Reservat unter der Führung von Gideon Mauwee, um am alten Weantinock-Jagdlager am Housatonic River zu siedeln, im heutigen Kent. Innerhalb weniger Jahre entwickelte sich Schaghticoke zu einer Zufluchtsstätte für christliche Indianer aus dem westlichen Connecticut.

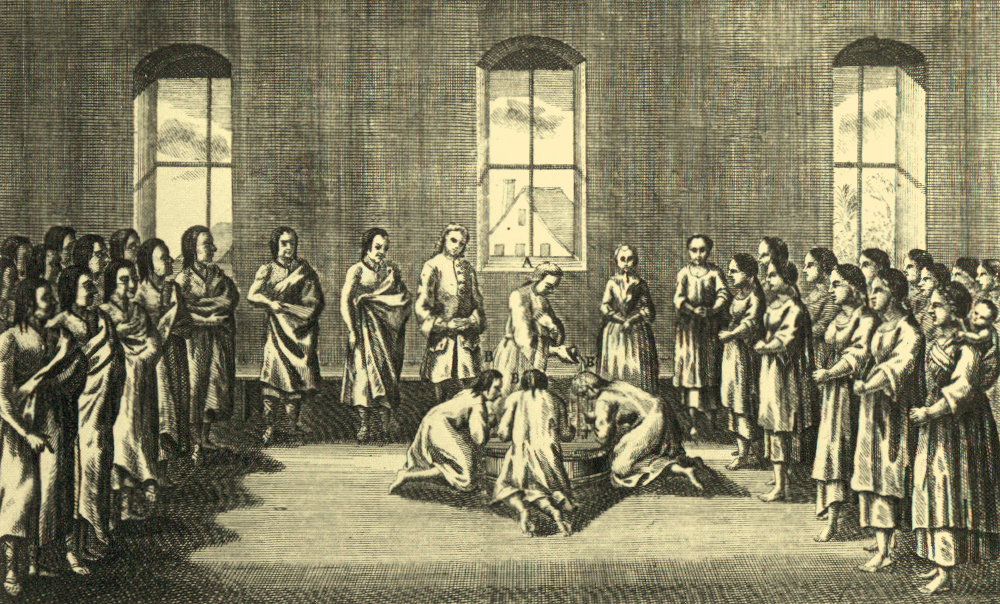
Taufe dreier Lenni Lenape durch einen Herrnhuter Missionar

#### Missionen der Herrnhuter Brüdergemeine
Um 1740 war die gemischte Bevölkerung von Schaghticoke auf fast 600 Einwohner gestiegen, die aber zunehmend unzufrieden mit ihren Missionaren aus Connecticut waren und deshalb zu den Herrnhuter Brüdern (engl.: Moravians) in Shekomeko dicht jenseits der Grenze im Bundesstaat New York zogen. Die Herrnhuter Brüder kamen im Jahr 1735 aus Deutschland, predigten Widerstand- und Gewaltlosigkeit und bewirkten bei vielen konvertierten Indianern eine bemerkenswerte Veränderung. Sie verkörperten die wohl friedlichsten, fleißigsten und christlichsten Menschen auf dem gesamten nordamerikanischen Kontinent. Man nannte sie Mährische Indianer (engl.: Moravian Indians) und sie wohnten in sauberen Dörfern mit Namen wie Salem, Bethlehem oder Gnadenhütten. Dort züchteten sie Pferde und Rinder, kultivierten Obstgärten, bestellten ihre Felder und versammelten sich täglich zum Gottesdienst.
Obwohl die Mährischen Brüder zu vielen Stämmen Kontakt hatten, war die Bekehrung der Lenni Lenape ihr wichtigstes Missionsziel. Sie folgten diesem Stamm von Pennsylvania über Ohio und Indiana schließlich nach Kansas. Sie waren außerdem bei den Mahican und Mattabesic in Connecticut und New York und bei den Cherokee in Georgia und Oklahoma tätig. Die Mährischen Missionen hatten in Hinblick auf die Zahl der bekehrten Ureinwohner nur begrenzten Erfolg, denn es gab nur einige hundert getaufte Indianer pro Missionsstation. Die relativ geringe Bevölkerungsdichte der Ureinwohner, die verstärkte Wanderung nach Westen, das Gnadenhütten-Massaker im Jahr 1782 und die Präsenz von Alkohol-Verkäufern sind alles Ursachen für die relativ niedrige Zahl an konvertierten Indianern. Trotzdem genossen die Herrnhuter Missionen einen guten Ruf und wurden oft von Häuptlingen verschiedener Stämme aufgesucht, von denen einige den christlichen Glauben annahmen.
Um 1742 wurde im Land der Mattabesic eine Mission der Herrnhuter Brüder gegründet, die man auch Schaghticoke nannte. Dieser Ort war 1744 fast 2.000 Acres (8,094 km²) groß und die Peaquannock tauschten ihr letztes Land bei Redding ein, um Schaghticoke um 200 Acres (0,809 km²) zu vergrößern. Unglücklicherweise waren die Kolonisten in Connecticut mit der mährischen Version des Christentums nicht einverstanden. Die Konflikte zwischen englischen Kolonisten und Missionaren wurden immer größer und veranlassten schließlich die Herrnhuter Brüder, zurück nach Gnadenhütten bei Bethlehem in Pennsylvania zu gehen. Einige ihrer neuen Konvertierten schlossen sich ihnen an, aber die meisten kehrten nach kurzer Zeit entmutigt nach Schaghticoke zurück.
Es gab fortgesetzte Probleme mit illegalen Landbesetzern und zwischen 1749 und 1751 mussten die Bewohner Schaghticokes große Teile ihres Landbesitzes abgeben. Um diese Aktionen zu beenden, errichtete Connecticut 1752 formell das Schaghticoke-Reservat, doch die Probleme dauerten an. In den Jahren 1758 und 1759 verkauften die Potatuck ihr letztes Land in Newtown und Woogbury, doch zu dieser Zeit lebten fast alle Angehörigen in Schaghticoke, das restlos überfüllt war. Die Situation in Massachusetts war anders. 1786 verließ die letzte Gruppe von Stockbridge-Indianern Massachusetts, darunter auch einige Mattabesic, und siedelte bei den Oneida in New York, wo sie ihre Mattabesic-Verwandten wiedertrafen, die mit den Brotherton seinerzeit dorthin gezogen waren. 1822 mussten sie jedoch zusammen mit ihren Gastgebern wieder umziehen, dieses Mal ins nördliche Wisconsin. Ihre Nachkommen leben noch heute dort westlich von Green Bay in Wisconsin.

## Demografie
Um 1600 lebten etwa 10.000 Mattabesic in mehr als 60 Dörfern. Kurz vor der ersten Ankunft englischer Kolonisten in Plymouth im Jahre 1620 hatten drei verheerende Epidemien das gesamte Neuengland und die maritimen Provinzen Kanadas heimgesucht und die einheimische Bevölkerung dezimiert. Man schätzt, dass die Mattabesic um 1620 noch etwa 5.000 Angehörige zählten. Nach 1620 kam es zu vermehrten Kontakten mit Europäern aus Holland und England und deren Krankheiten forderten bei den Ureinwohnern ihren Tribut.
Kurz nach dem Pequot-Krieg 1637 wurde das Land der Mattabesic am Connecticut River und der westlichen Küste Connecticuts von englischen Kolonisten besiedelt. Die Vertreibung der Mattabesic brachte den Engländern kaum Probleme mit den Ureinwohnern. Einige kleine Stämme wurden von den Mohegan unterworfen und in ihren Stamm integriert, die meisten aber zogen westwärts ins Housatonic-Tal und schlossen sich den Paugussett an. Um 1700 war die indianische Bevölkerung im westlichen Connecticut auf weniger als 1.000 gesunken. Hier schritt die englische Besiedlung langsamer voran und die Mattabesic besaßen noch immer etwa 500.000 Acres (20,235 km²) eigenes Land. Vertreibung, Krankheiten und Migration hatten bis 1800 zur Folge, dass nur noch 77 Mattabesic auf etwa 1.700 Acres (6,990 km²) in winzigen Reservaten in Golden Hill, Turkey Hill, Naugatuck und Schaghticoke lebten, und 100 Jahre später gab es nur noch 20 Angehörige.
Am Ende des 18. Jahrhunderts fand man nur noch wenige Mattabesic in Connecticut. 1798 war die Bevölkerungszahl in Schaghticoke auf 67 Personen gesunken und 1801 zählte man nur noch 35 Einwohner. Sie besaßen noch immer fast 1.500 Acres (6,070 km²) Land, das meiste davon war aber nicht für die Landwirtschaft geeignet. Der Staat Connecticut übernahm die Verwaltung des Landes und reduzierte Schaghticoke auf die heutige Größe von 400 Acres (1,619 km²), ein Gerichtsverfahren ist jedoch anhängig.
Im Zensus von 1850 wurden in Connecticut 400 Menschen indianischer Herkunft gezählt, sämtlich vom Stamme der Mohegan. Um 1910 gab es nur noch 22 Mohegan, 20 Mattabesic und 66 Pequot. Der Zensus von 1990 ergab aber 6.634 Personen in Connecticut, die laut ihrer Angabe indianischer Herkunft waren.

## Heutige Situation
Zurzeit werden die Golden Hill Paugusset und die Schaghticoke, nicht zu verwechseln mit der Stadt Schaghticoke im Bundesstaat New York, von Staat Connecticut anerkannt, nicht aber von der Bundesregierung in Washington. Golden Hill bei Trumbull ist das älteste Indianerreservat in den Vereinigten Staaten, doch seine Größe wurde stetig reduziert und beträgt heute nur noch 0,26 Acres (1.052 m²). 1979 nutzten die Golden Hill Pagussett, aktuell 120 Mitglieder, eine Subvention des Department of Housing and Urban Affairs (dt. etwa: Ministerium für Wohnungs- und Stadtentwicklung) zum Ankauf von 108 Acres (0,437 km²) bei Colchester. Die Schaghticoke besitzen ein 400 Acres (1,619 km²) großes Reservat bei Kent. Die 350 Stammesmitglieder sind eine Mischung aus Paugussett und verschiedenen anderen Mattabesic-Stämmen. Weitere Nachfahren der Mattabesic kann man noch bei den Stockbridge- und Brotherton-Indianern im nördlichen Wisconsin finden.